# Жиланди (Тюлькубаський район)
Жиланди́ (каз. Жыланды) — село у складі Тюлькубаського району Туркестанської області Казахстану. Входить до складу Тастумсицького сільського округу.
До 1993 року село називалось Владимировка.
Населення — 664 особи (2021; 481 у 2009, 419 у 1999, 421 у 1989).